# Durningen
Durningen é uma comuna francesa na região administrativa de Grande Leste, no departamento Baixo Reno. Estende-se por uma área de 4,04 km². Em 2010 a comuna tinha 661 habitantes (densidade: 163,6 hab./km²).